# К-253
К-253 — советская атомная подводная лодка, построенная в 1967—1969 годах как РПКСН проекта 667А «Навага», в 1984—1988 годах перестроена по проекту 667АТ «Груша». Входила в состав Северного флота.

## История
26 июня 1967 года заложена в цехе ПО «Севмашпредприятие» как крейсерская подводная лодка с баллистическими ракетами, проект 667А «Навага». Зачислена в списки кораблей ВМФ СССР 3 ноября того же года.
5 июня 1969 года выведена из цеха и спущена на воду, 1 ноября подписан приёмный акт, 28 ноября вступила в строй, зачислена в состав 31-й дивизии подводных лодок Краснознамённого Северного флота. 
Во время учений «Океан-70» выполнила ракетную стрельбу из северо-восточной части Атлантического океана в назначенный район Норвежского моря. В 1971 году успешно осуществила ракетную стрельбу по наземному полигону.
С декабря 1975 по февраль 1977 года прошла средний ремонт с перезагрузкой реакторов на судоремонтном заводе «Звёздочка» в Северодвинске. В 1978 и 1979 годах выходила на боевую службу.
В 1984—1988 годах переоборудована по проекту 667АТ, вместо отсеков с баллистическими ракетами получила ряд торпедных аппаратов, размещённых побортно в средней части корабля и предназначенных для запуска крылатых ракет С-10 «Гранат». В ноябре 1989 года вошла в состав 24-й дивизии 3-й флотилии подводных лодок Северного флота. В 1991—1993 годах имела второй экипаж.
1 сентября 1994 года исключена из боевого состава ВМФ. В 2004 году утилизирована на судоремонтном заводе «Нерпа».

## Командиры
Первый экипаж:
- 1968—1969: Манапов П. К. (1968)
- 1969—1972: Громов Б. И.
- 1972—1974: Ерастов В. Ф.
- 1974—1976: Козлов А. Н.
- 1976—1979: Ефименко В. М.
- 1979—1981: Макеев В. М.
- 1981—1985: Медведев Г. А.
- 1985—1992: Антонов А. Г.
- 1993—1999: Ручкин В. Н.
- 1999—2002: Фомин Ю. Е.

Второй экипаж:
- 1991—1992: Яковлев Н. И.
- 1992—1993: Ильиных М. В.